# Selatosomus confluens
Selatosomus confluens is een keversoort uit de familie kniptorren (Elateridae). De wetenschappelijke naam van de soort is voor het eerst geldig gepubliceerd in 1830 door Gebler.